# 鱼邱湖街道
鱼邱湖街道，是中华人民共和国山東省聊城市高唐县下辖的一个乡镇级行政单位。

## 行政区划
鱼邱湖街道下辖以下地区：
鱼邱湖社区、滨湖社区、天齐庙社区、蓝山社区、福源社区、光明社区、时风社区、东兴社区、团结社区、东升社区、双海湖社区、东旺社区村和金盛社区村。